# Oxandra maya
Oxandra maya es una especie de planta fanerógama de la familia Annonaceae.

## Nombre común
- Español: nahuacte: nombre vernáculo que recibe en la región de La Arena, nordeste de Chiapas, próximo al límite con Tabasco.

## Clasificación y descripción de la especie
Árbol hasta de 25 m de alto, tronco más bien delgado; ramas glabras con corteza ligeramente agrietada. Hojas con pecíolos muy cortos, hasta 2 mm de largo; lámina cartácea, de color verde algo brillante en el haz, lanceolada a elíptico lanceolada, de 5 hasta 15 cm de largo y de 1.7 hasta 4 cm de ancho. Inflorescencias axilares, unifloras o bifloras, con pedicelos de 3 a 4 mm de largo, con 3 o 5 pequeñas brácteas suborbiculares; sépalos 3 suborbiculares, agudos u obtusos, de 1 a 1.5 mm de largo; pétalos 6, en 2 series, blancos; estambres 9 en 3 series, con anteras casi sentadas, extrorsas, oblongas, de 2.3 mm de largo; pistilos 6 ovoideos, sentados, glabros, estigmas de 1 a 1.2 mm de largo. Merocarpios hasta 4 por flor (generalmente menos), elipsoidales con el exocarpio coriáceo, de 10 a 12 mm de largo y 6 a 8 mm de ancho.

## Distribución de la especie
Se localiza en México, en el nordeste del estado de Chiapas cerca del límite con Tabasco.

## Ambiente terrestre
Crece en vegetación de selva alta perennifolia, a una altitud 80 m s.n.m.

## Estado de conservación
No se encuentra bajo ninguna categoría de riesgo en las normas mexicanas e internacionales (Norma Oficial Mexicana 059).